# Credicard
A Credicard S. A. (inicialmente denominado Citicard) é uma empresa de soluções de pagamento do banco Itaú Unibanco, que atua como administradora de cartões de crédito, criada em 1978 pela empresa The First National Bank (subsidiária brasileira do Citibank).
Possui em seu portfólio três tipos de cartões: dois cartões livres de anuidade (Zero e On), com benefícios gratuitos em parceria com outras marcas; um cartão com cobrança de anuidade, no qual o cliente pode contar com programa de pontos e serviços diferenciados.
A Credicard é a mais antiga emissora de cartões do país, com participação de 10% no mercado e 4,8 milhões de usuários de seus serviços em 2013. Atualmente atua sobretudo em sistemas de parcerias com outras instituições financeiras e empresas, permitindo a estas oferecer cartões de crédito (e vantagens relacionadas) a seus clientes.

## História
A Credicard foi criada na década de 1970 pelo The First National Bank, subsidiária brasileira do Citibank, com o nome de Citicard. A empresa foi registrada na Junta Comercial do Rio de Janeiro como Companhia de Turismo, Promoções e Administração, pois os primeiros cartões surgiram vinculados à área de turismo. Este alcançou reconhecimento comercial com a chegada de dois novos sócios, o Banco Itaú e o Unibanco, quando o cartão Credicard substituiu o Citicard.
Após a criação, a sede da empresa mudou oficialmente para São Paulo. Em 1978, a empresa passa a chamar-se Credicard S. A. Administradora de Cartões de Crédito.
Em 1983, a Credicard associa-se à Visa International, em 1984 compra o Diners Club. Durante esse período, a Credicard instituiu o sistema de Profit Sharing Model – divisão com os bancos dos resultados de toda a operação do cartão.
Em 1987, a Credicard altera a bandeira de seus cartões, associando-se exclusivamente à Mastercard International. Em dezembro desse mesmo ano, 95% dos 800 mil cartões Credicard recebem a nova bandeira.
A partir de 1995, passa a investir cada vez mais na parceria com empresas, através dos cartões co-branded: Grupo Pão de Açúcar, Fiat, lojas C&A, entre outras. Durante esse ano comemora os 6 milhões de cartões e seu call Center registra 5 milhões de chamadas telefônicas por mês.
Também na década de 1990 foi criada a Redecard, em parceria com o Citibank, Unibanco, Banco Itaú e Mastercard, o ramo da empresa que providencia uma ferramenta para transações de débito em conta de estabelecimentos comerciais, e o cartão popular Redeshop, voltado para um público com renda mensal acima de 300 reais.
A partir de de 2006, os portfólios de cartões "Credicard Citi" e "Citibank" foram administrados por um novo ramo do Citigroup, a Credicard Citi, criada após o grupo adquirir metade dos ativos da Credicard.
O Citibank reestruturou sua área de crédito no Brasil em maio de 2009. A instituição decidiu extinguir a marca CitiFinancial e concentrar todas as operações de empréstimo sob a marca Credicard. A partir de maio de 2009, as financeiras do grupo ganharam novo nome, passando a se chamar Credicard Financiamentos.
À frente das operações o executivo Leonel Andrade, que passou a presidir tanto a Credicard Financiamentos como a administradora de cartões Credicard. Todas as estruturas de suporte das empresas, como tecnologia, recursos humanos e marketing, foram integradas. Com as mudanças, o Citibank espera potencializar o crescimento dos negócios no país, que nos últimos dois anos registrou expansão de 60% na base de clientes e de 120% da receita. A meta, segundo Andrade, é conquistar a liderança do segmento até 2011.
Além de crédito pessoal, a Credicard Financiamentos oferece financiamento a veículos, crédito consignado e seguros. Confiantes de que essa estratégia consolidaria o crescimento do banco na oferta de crédito a consumidores de diferentes perfis, uma vez que a Credicard é uma marca precursora da indústria de meios eletrônicos de pagamento e um símbolo de cartões de crédito para o público brasileiro.
Desde janeiro de 2009, o Citibank detém a exclusividade da marca Credicard, criada em parceria com o Banco Itaú e o Unibanco. Em 2004, o Unibanco deixou a sociedade, que passou a ser dividida entre os dois outros bancos. Dois anos depois, o Citibank comprou por 280 milhões de reais a marca Credicard, mas manteve seu compartilhamento com o Banco Itaú até o final de 2008.
Em maio de 2013 o Itaú Unibanco anunciou a compra da Credicard por R$ 2,767 bilhões.

## Cartões[5]
Atualmente, a Credicard emite os seguintes cartões, todos com bandeira Mastercard:
- Credicard Zero
- Credicard On (inicialmente, Credicard Beta)
- Credicard Black